# Watts Towers
Watts Towers i stadsdelen Watts i Los Angeles består av en samling på 17 sammanlänkade konstruktioner, varav två är över 30 m höga. Tornen byggdes av diversearbetaren Simon Rodia på hans fritid 1921–54, under loppet av 33 år. Verket är ett mästerligt uttryck för särlingskonst.

## Utformning och byggande

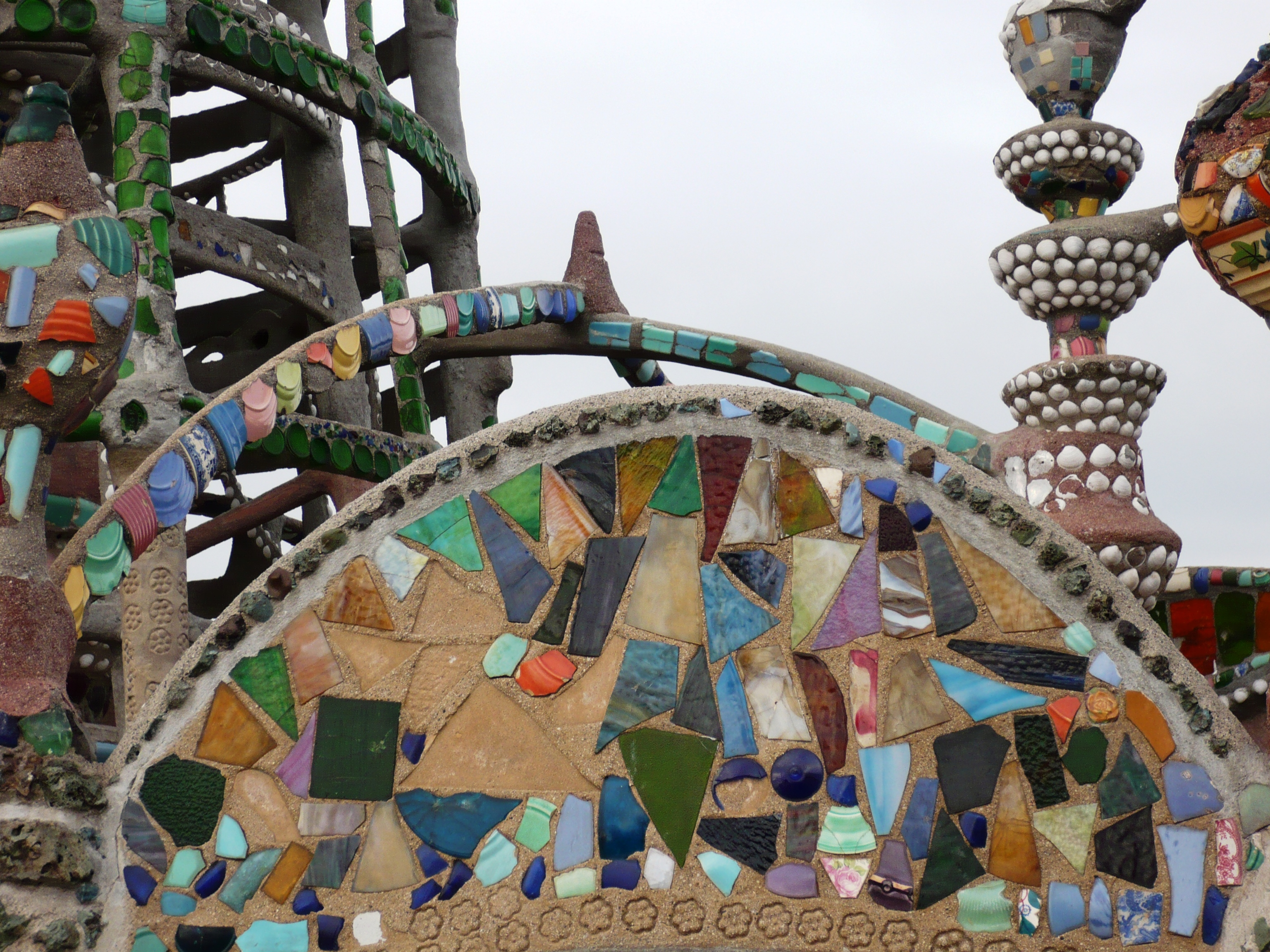

Skulpturernas armering utgörs av stålrör och metallstänger, inlindade i hönsnät, täckta med murbruk. De bärande delarna är inmurade med bitar av porslin, tegel och glas. De är prydda med hittade föremål, som sängramar, flaskor, kakelplattor, metallskrot och snäckskal. Rodia kallade tornen nuestro pueblo (vårt folk) eller our town (vår stad). Han byggde dem utan maskinella hjälpmedel eller (såvitt man vet) uppgjorda ritningar, helt ensam med handverktyg och fönsterputsarutrustning. Barn från kvarteret tog med sig porslin som gått sönder och glasbitar till Rodia i hopp om att de skulle komma till användning, men större delen av Rodias material bestod av skadade bitar från porslinsfabriken Malibu Pottery, där han arbetade i många år. Grönt glas är från läskedrycksflaskor, en del har kvar sina etiketter, som till exempel 7 Up, Squirt, Canada Dry; blått glas tycks komma från apoteksflaskor för laxermedel.

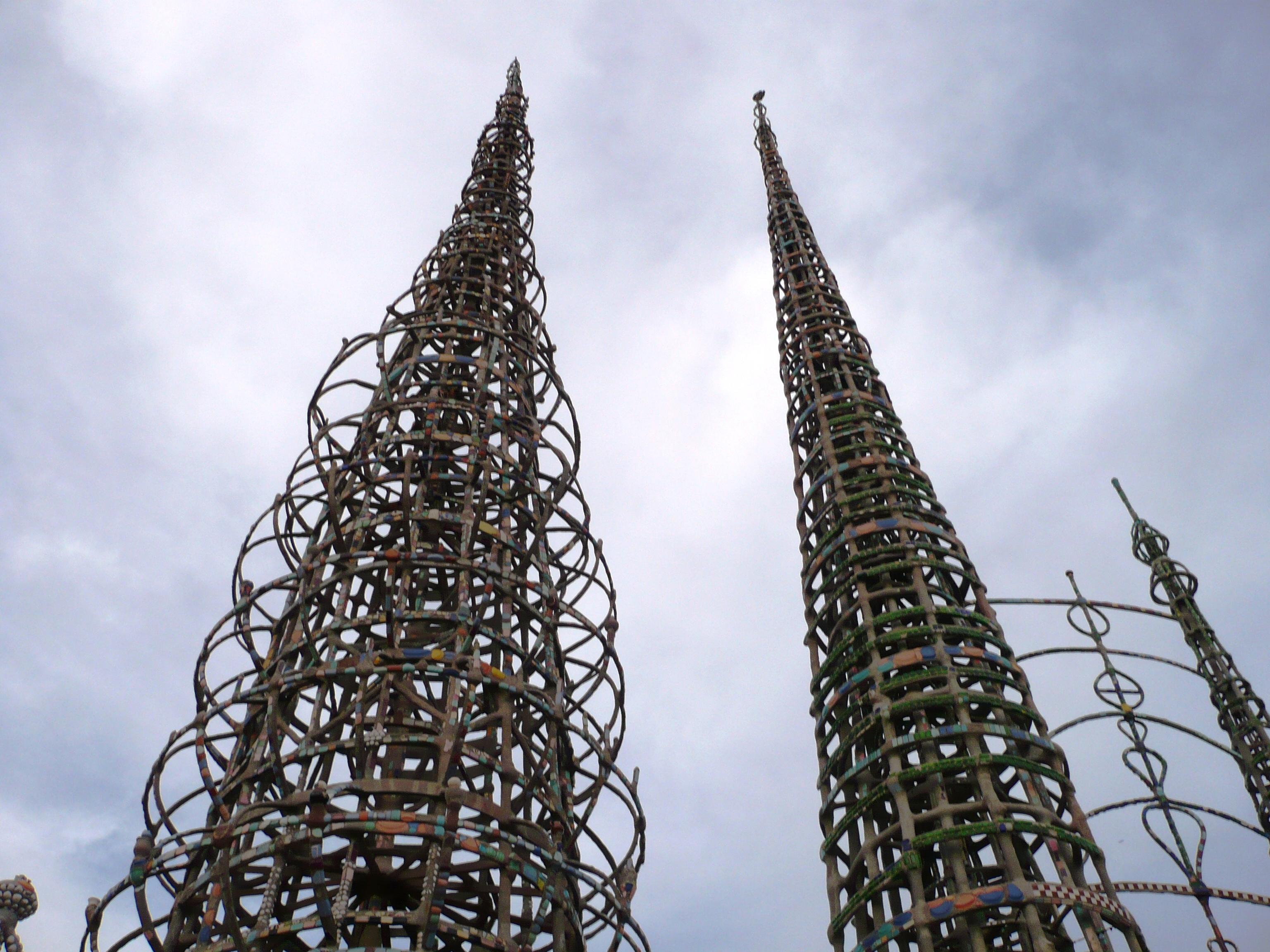

Tornens stomme av kasserat armeringsjärn böjde Rodia till mycket av genom att använda järnvägsspår i närheten som  provisoriskt skruvstäd. Andra saker kom från banvallen längs Pacific Electric Railway mellan Watts och Wilmington. Rodia gick ofta hela vägen till Wilmington på jakt efter material, ett avstånd på över tre mil.
Det sägs att Rodia inte kom överens med sina grannar och att en del lät sina barn vandalisera hans verk. Rykten att tornen var antenner för kontakt med japanska fiendestyrkor under andra världskriget eller att de innehöll en nergrävd skatt födde misstänksamhet och ytterligare vandalisering.
År 1955 gav Rodia bort egendomen och flyttade. Enligt vad som sägs var han trött på allt ovett han fått. Han drog sig tillbaka till Martinez, Kalifornien och kom aldrig tillbaka. Han avled ett decennium senare.

## Efter Rodia
Egendomen bytte ägare, Rodias stuga innanför inhägnaden brändes ner och staden Los Angeles dömde ut anläggningen och beslöt att jämna den med marken. Skådespelaren Nicholas King och filmklipparen William Cartwright besökte platsen 1959, såg förfallet och köpte egendomen för 3 000 dollar i avsikt att bevara den. När staden fick kännedom om överlåtelsen, bestämde den att genomföra rivningen innan överlåtelsen vunnit laga kraft. Tornen hade redan blivit berömda och motstånd väcktes runt om i världen. King, Cartwright och en intendent vid Los Angeles County Museum of Art, tillsammans med arkitekter från trakten, konstnärer och samhällsaktivister bildade Föreningen för Simon Rodias torn i Watts. Denna förhandlade med staden om tillåtelse att få genomföra ett ingenjörsprov för att säkerställa konstruktionernas stadighet.

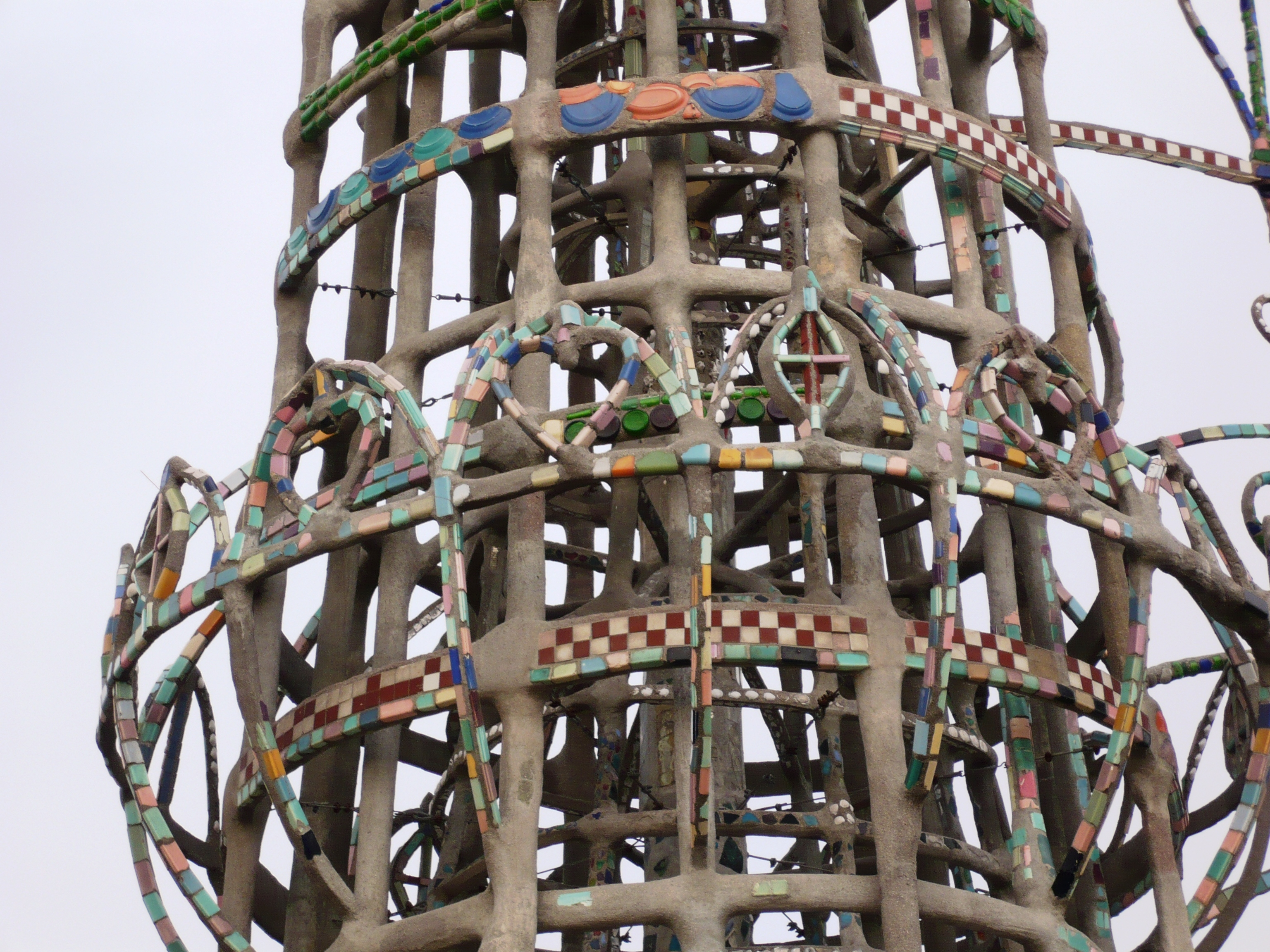

Inför provet fästes stålvajrar vid varje torn och en lyftkran drog i dem från sidan.  Lyftkranen förmådde inte välta eller ens rubba tornen och provet slutade med att lyftkranen fick maskinfel.
Föreningen vårdade tornen på egen hand fram till 1975, då  platsen överläts till staden Los Angeles, vilken i sin tur överlät den till delstaten Kalifornien 1978. Nu betecknas den som en historisk park, The Watts Towers of Simon Rodia State Historic Park och sköts av Los Angeles kulturnämnd.

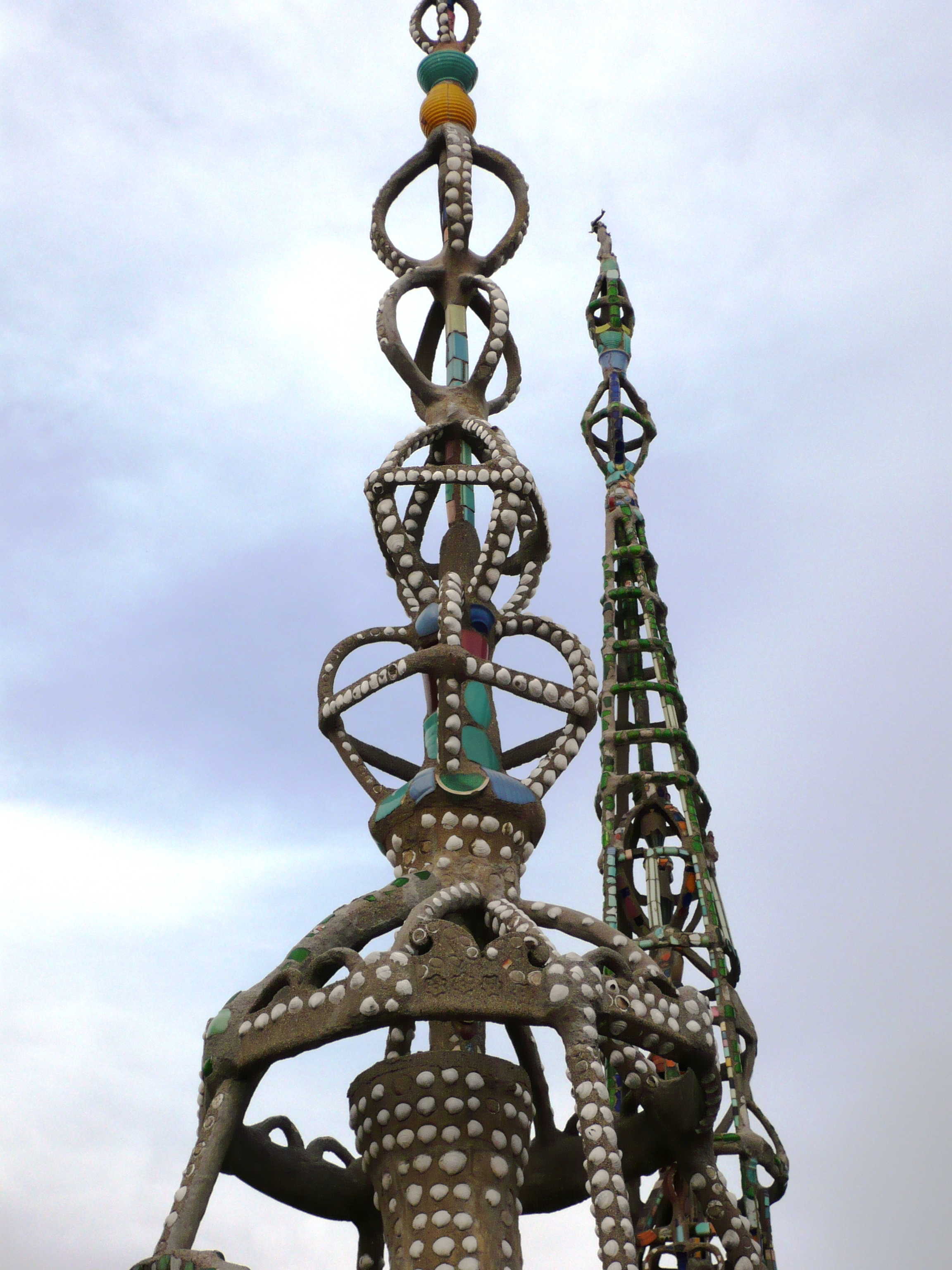

Tornen är en av nio platser på listan över folkkonst ("folk art") i National Register of Historic Places i USA och utsågs till nationellt kulturminnesmärke 1990.

### Skador
Konstruktionerna ådrog sig mindre skador vid en jordbävning 1994. Efter reparationer fick allmänheten åter tillträde 2001. Tornen led också skada under en storm 2008 och stängdes tillfälligt, till mars 2009.

### Watts Towers Arts Center
Till minnet av Simon Rodia öppnades 1970 ett Watts Towers Arts Center i området. Det drevs till en början av en ideell förening men övertogs så småningom av staden Los Angeles. Syftet är alltjämt att ge både unga och gamla möjligheter att fritt utveckla sina konstnärliga begåvningar inom olika områden.   

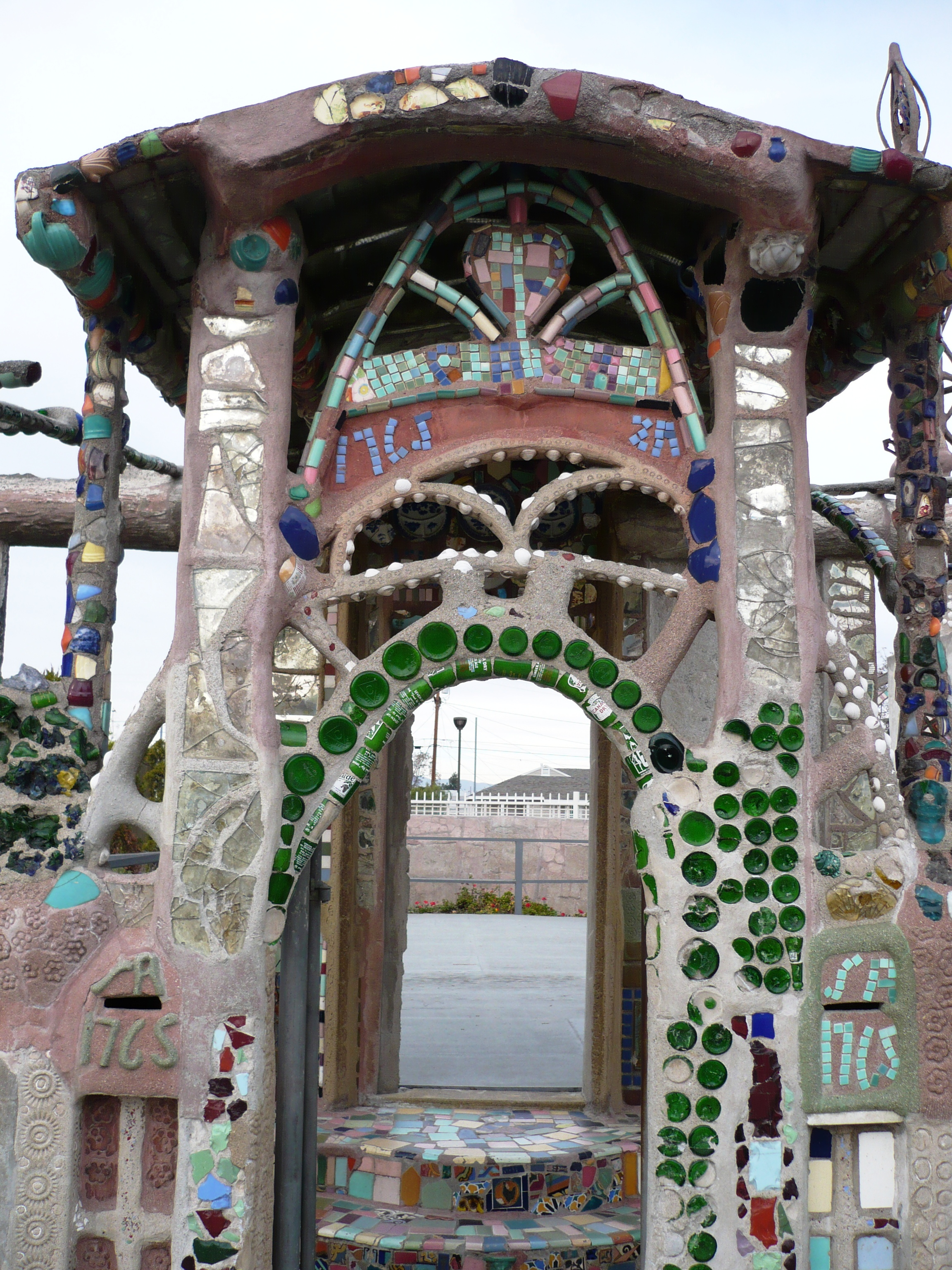

## Kuriosa
- Historien om tillkomsten av tornen berättas i en barnbok som heter The Wonderful Towers of Watts av Patricia Zelver med bilder av Frané Lessac.
- Boken Beautiful Junk (1968) av Jon Madian är en påhittad historia om tornens konstnär och en pojke.
- Watts Towers och Simon Rodias vänskap med en 10-årig pojke står i fokus också för tv-filmen Daniel and The Towers (1987).
- Charles Mingus självbiografi Beneath the Underdog (1971) refererar till tornen som en del av Mingus uppväxt.
- En scen i Andy Warhols film Tarzan and Jane Regained... Sort of (1964) utspelade sig i tornen.
- Tornen finns med på omslaget till jazztrumpetaren Don Cherrys album Brown Rice (1975).
- På Red Hot Chili Peppers låt "Good Time Boys" på albumet Mother's Milk (1989) sjunger Anthony Kiedis: Building up our brains with the supernatural powers / We take it from the trees and the mighty Watts Towers.